# NGC 1173
NGC 1173 је ознака објекта на координатама са ректансцензијом 3h 3m 57,7s и деклинацијом + 42° 23" 1'. Открио га је Гијом Бигурдан, 17. децембра 1884. Каснијим посматрањима на том положају није уочен никакав астрономски објекат.